# Рух 23 березня

Провінція Північне Ківу

Рух 23 березня іноді скорочено M23 — повстанський рух, який діє в східних районах Демократичної Республіки Конго (ДРК), провінція Північне Ківу. На кінець 2012 року, веде збройну боротьбу військами уряду ДРК, що призвело до переміщення великої кількості людей. 20 листопада 2012, M23 взяв під свій контроль Гому, столицю провінції з населенням в один мільйон чоловік.

## Довідкова
23 березня 2009 Національний конгрес захисту народу (НКЗН) підписав мирний договір з конголезьким урядом і вона стала політичною партією, вояки M23 інтегровані в Збройні сили Демократичної Республіки Конго (ВСДРК). M23 бере назву з дня цієї мирної угоди (23 березня).
На чолі військового крила генерал Makenga Sultani.

## Утворення
M23 був створений 4 квітня 2012 року, коли близько 300 вояків, більшість з них колишні члени Національного конгресу захисту народу (НКЗН), повстали проти уряду ДРК, посилаючись на погані умови в армії і небажання уряду здійснення умов мирного договору 23 березня 2009. Генерал Боско Нтаганда, також відомий як "Термінатор", був звинувачений в утворенні руху і президент Кабіла зажадав його арешту 11 квітня 2012 року Уряд погрожував перевести колишніх солдатів НКЗН з Північного Ківу до повного здійснення мирної угоди, що змусило багатьох з них тікати з армії і увіти до складу M23.
У складі M23 головним чинном тутсі, і проти них діють війська хуту — Демократичні сили звільнення Руанди (ДСЗР), а також міліція май-май

## Заколот
Влітку 2012 року до придушення заколоту тутсі приєдналися війська ООН.
20 листопада 2012 повстанцям вдалося здобути велику перемогу, захопивши адміністративний центр Гома. Збройну підтримку заколотникам надавали уряду Уганди і Руанди
Пізніше у повстанському угрупованні стався розкол, і Боско Нтаганда, маючи побоювання на рахунок свого життя, здався в американське консульство в Руанді.
5 листопада 2013 року після важкої військової поразки рух саморозпустився.
Навесні 2022 року М23 відновило своє існування. З березня 2022 Руанда бере участь у конфлікті з ДР Конго.
27 січня 2025 року угруповання знову захопило Гому.